# Roberto Ubaldini
Roberto Ubaldini, född 5 juni 1581 i Florens, död 22 april 1635 i Rom, var en italiensk kardinal och biskop. 

## Biografi
Roberto Ubaldini var son till Marco Antonio Ubaldini och Lucrezia della Gherardesca. Ubaldini studerade vid Perugias universitet och senare vid Pisas universitet, där han blev iuris utriusque doktor. År 1607 var han nuntie i Frankrike.
Ubaldini utnämndes i oktober 1607 till biskop av Montepulciano och biskopsvigdes den 3 februari året därpå av kardinal Jacques Davy Duperron. 
År 1615 utsåg påve Paulus V Ubaldini till kardinalpräst; två år senare erhöll han San Matteo in Merulana som titelkyrka. Ubaldini deltog i konklaven 1621, vilken valde Gregorius XV till ny påve. Från 1623 till 1627 tjänade Ubaldini som legat i Bologna. År 1623 deltog han i konklaven, som valde Urban VIII. Åren 1628–1629 var han camerlengo.
Kardinal Ubaldini avled 1635 och har fått sitt sista vilorum i Santa Maria sopra Minerva i Rom.